# Communauté de communes du Pays de Serre-Ponçon
La communauté de communes du Pays de Serre-Ponçon est une ancienne communauté de communes française, située dans les départements des Hautes-Alpes et des Alpes-de-Haute-Provence, en région Provence-Alpes-Côte d'Azur.

## Historique
Un syndicat intercommunal à vocation multiple (SIVOM), créé en 1966, rassemblait six communes du canton de Chorges : Bréziers, Espinasses, Remollon, Rochebrune, Rousset et Théus ; ce fut le début de la coopération intercommunale dans le val de Durance. Elle avait pour mission principale « la gestion du patrimoine immobilier constitué par la Cité du Claps ».
Ce SIVOM laisse place à la communauté de communes du Pays de Serre-Ponçon (CCPSP) en 1995, avec l'intégration de Chorges, qui la quittera en 2002 ; s'y ajoutent trois communes du département limitrophe des Alpes-de-Haute-Provence (Bellaffaire, Piégut et Venterol).
Le 21 juin 2005, la CCPSP acquiert la compétence d'aménagement et d'entretien de la Durance et de ses rives et adhère au syndicat mixte d'aménagement de la vallée de la Durance (SMAVD).
Le schéma départemental de coopération intercommunale des Hautes-Alpes impose la fusion, puisque sa population est inférieure au seuil de 5 000 habitants fixé par la loi no 2015-991 du 7 août 2015. Le premier projet d'octobre 2015 proposait une fusion avec la communauté de communes de la vallée de l'Avance afin de satisfaire au critère de population minimal, à savoir 5 000 habitants en 2012. La commune de Rousset aurait rejoint la nouvelle CC « autour du lac de Serre-Ponçon ».
Après consultation de la commission départementale de coopération intercommunale le 17 mars 2016, la communauté de communes fusionne avec celle de la Vallée de l'Avance. Rousset, Piégut et Venterol restent dans la nouvelle structure intercommunale dont le nom projeté était « autour du lac de Serre-Ponçon ». Bellaffaire a rejoint la communauté de communes de La Motte-du-Caire - Turriers le 1er janvier 2016.
La nouvelle communauté de communes porte le nom de « communauté de communes Serre-Ponçon Val d'Avance ».
| Période    | Période          | Identité           | Étiquette | Qualité |
| ---------- | ---------------- | ------------------ | --------- | ------- |
|            | avril 2014       | Elisabeth Clauzier |           |         |
| avril 2014 | 31 décembre 2016 | Rolland Arnaud     |           |         |

## Territoire communautaire

### Géographie
La communauté de communes du Pays de Serre-Ponçon est située au sud du département des Hautes-Alpes. Elle fait partie du bassin de vie de Gap et du Pays Gapençais.

### Composition
Depuis le départ de la commune de Bellaffaire, la communauté de communes était composée des huit communes suivantes :
| Nom                  | Code Insee | Gentilé      | Superficie (km2) | Population (dernière pop. légale) | Densité (hab./km2) |
| -------------------- | ---------- | ------------ | ---------------- | --------------------------------- | ------------------ |
| Espinasses (siège)   | 05050      |              | 13,86            | 694 (2014)                        | 50                 |
| Bréziers             | 05022      | Breziérois   | 30,35            | 200 (2014)                        | 6,6                |
| Piégut               | 04150      | Piégutais    | 11,12            | 161 (2014)                        | 14                 |
| Remollon             | 05115      | Remollonais  | 6,45             | 436 (2014)                        | 68                 |
| Rochebrune           | 05121      | Rochebrunois | 12,37            | 172 (2014)                        | 14                 |
| Rousset-Serre-Ponçon | 05127      | Roussetains  | 14,38            | 163 (2014)                        | 11                 |
| Théus                | 05171      | Théüsains    | 16,71            | 204 (2014)                        | 12                 |
| Venterol             | 04234      | Venterolais  | 22,75            | 248 (2014)                        | 11                 |

### Démographie
| 1968  | 1975  | 1982  | 1990  | 1999  | 2008  | 2013  |
| ----- | ----- | ----- | ----- | ----- | ----- | ----- |
| 1 786 | 1 688 | 1 672 | 1 727 | 2 031 | 2 239 | 2 413 |

En excluant la commune de Bellaffaire, la communauté de communes comptait 2 262 habitants (population municipale au recensement de 2013).

## Administration

### Siège
Le siège de la communauté de communes est situé à Espinasses.

### Les élus
La communauté de communes est gérée par un conseil communautaire composé de 19 membres représentant chacune des communes membres.
Ils sont répartis comme suit (avant départ de Bellaffaire) : trois membres pour Espinasses et deux membres pour les autres communes.

### Présidence
Le conseil communautaire du 15 avril 2014 a élu son président, Rolland Arnaud, et désigné trois vice-présidents : Francine Michel, Catherine Saumont et José Sarlin.

### Compétences
L'intercommunalité exerce des compétences qui lui sont déléguées par les communes membres :
Compétences obligatoires
- aménagement de l'espace : développement numérique, aménagement et entretien de la Durance et de ses rives (depuis un arrêté préfectoral du 21 juin 2005[CC 3]), ainsi que des ouvrages d'aménagement ;
- développement économique : aménagement et gestion du site des Trois Lacs, « création, aménagement, entretien et gestion des zones d'activités » d'intérêt communautaire.

Compétences optionnelles
- protection et mise en valeur de l'environnement ;
- politique de l'habitat et du cadre de vie.

Compétences facultatives
- tourisme : promotion touristique du lac de Serre-Ponçon ;
- culture ;
- sport : gestion du stade de football intercommunal à Remollon ;
- divers : centre de loisirs, amélioration de la voirie communale.

### Régime fiscal et budget
La communauté de communes est soumise à la taxe additionnelle.
En 2013, le budget s'élevait à 1 238 295 € en fonctionnement et à 3 821 724 € en fonctionnement. Il existe également deux budgets spécifiques, l'un pour l'environnement, l'autre pour le tourisme.

## Projets et réalisations

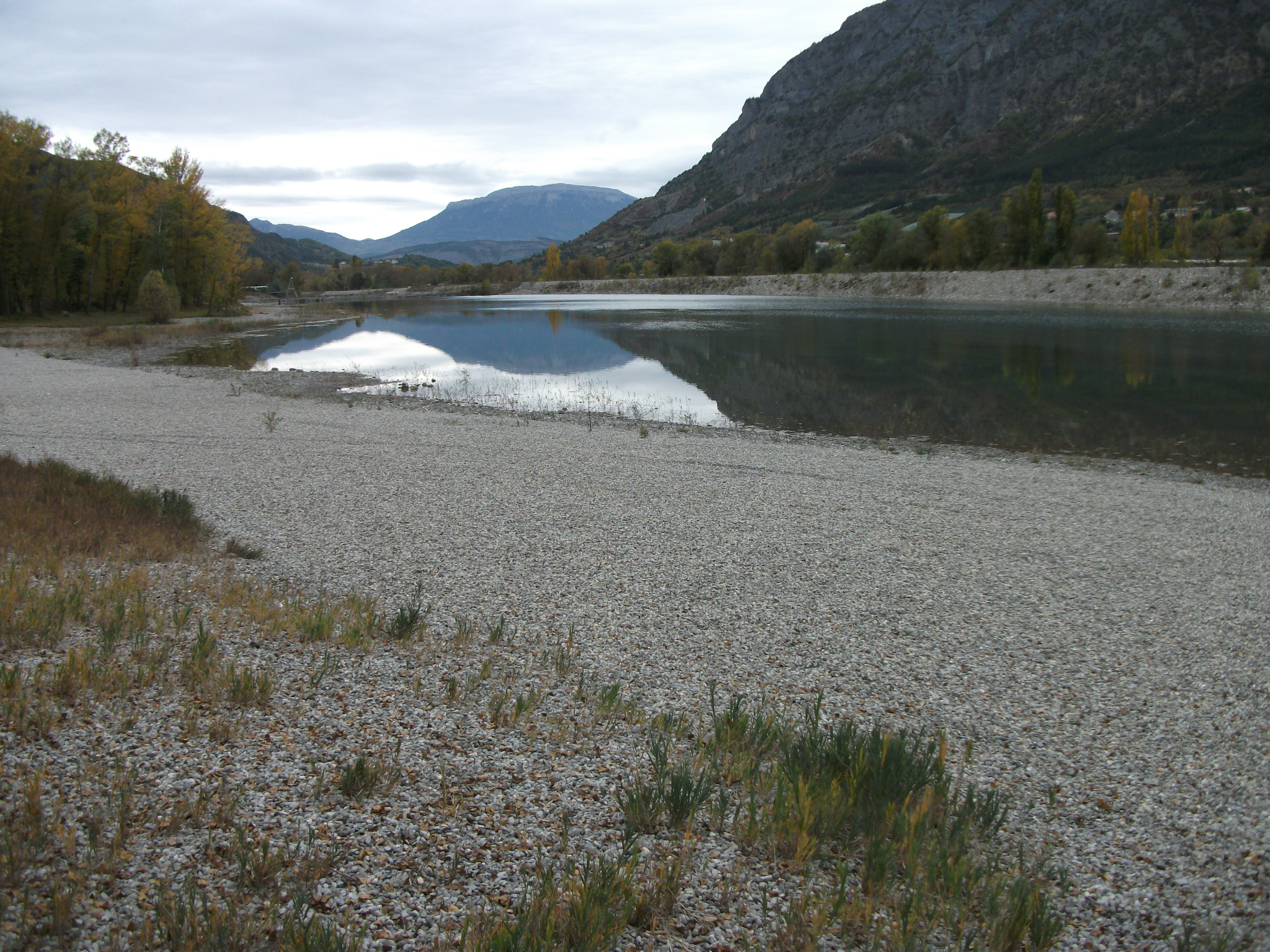
Le plan d'eau des 3 Lacs est géré par la communauté de communes.

À cheval entre les communes de Rochebrune et de Piégut, le plan d'eau des 3 Lacs (en réalité quatre) est géré par la CCPSP depuis 2006.
En 2013, la communauté de communes mettait en service un pavillon du tourisme sur un terrain cédé par EDF sur la commune de Rousset, en cofinancement avec les communautés de communes Ubaye Serre-Ponçon et du Pays de Seyne.